# Episemion krystallinoron
La especie Episemion krystallinoron es la única del género monoespecífico Episemion, un pez de agua dulce de la familia de los notobránquidos, distribuido por ríos del norte de Gabón y sur de Guinea Ecuatorial.
Antes se clasificaba en este género también a la especie Episemion callipteron, pero estudios filogenéticos recientes la renombran como Aphyosemion callipteron.

## Morfología
De cuerpo alargado y pequeño, no tiene espinas en las aletas, con escamas cicloideas que se extiendo por todo el cuerpo y cabeza excepto en la superficie ventral de la cabeza.
Esta especie posee una única combinación de caracteres sexuales de coloración para el macho: el color dorsoventral del cuerpo en los machos adultos es azul-verde metalizado, presentando unas tres o cuatro bandas horizontales de puntos rojos a los lados del cuerpo que comienzan justo detrás de la cabeza, así como en las aletas impares contienen lunares azules a azul-verdes.

## Hábitat y biología
Viven en aguas dulces de clima tropical, de conducta bentopelágica. Su nombre científico se le dio por los montes de cristal, cordillera de donde bajan los ríos en los que habita esta especie. No tiene interés pesquero.